# STUDY×STUDY
「STUDY×STUDY」（スタディ×スタディ）是StylipS的出道單曲。於2012年2月8日由Lantis發售。

## 概要
標題曲「STUDY×STUDY」是電視動畫『惡魔高校D×D』的主題曲使用。

## 收錄曲
1. STUDY×STUDY [3:57]
作詞：こだまさおり、作曲・編曲:高田暁
  - 電視動畫『惡魔高校D×D』主題曲
2. Brand-new Style!! 〜魔法みたいなShow time〜 [4:02]
作詞：島田カイエ、作曲・編曲:森慎太郎
3. セーシュンプラン! [4:04]
作詞：松井洋平、作曲・編曲:高田暁
4. STUDY×STUDY（inst）
5. Brand-new Style!! 〜魔法みたいなShow time〜（inst）
6. セーシュンプラン!（inst）

DVD（只限初回限定盤）
1. STUDY×STUDY Music Clip

## 外部連結
- Lantis介紹網站
  - 初回限定盤（页面存档备份，存于）
  - 通常盤（页面存档备份，存于）